# Gens Mucia

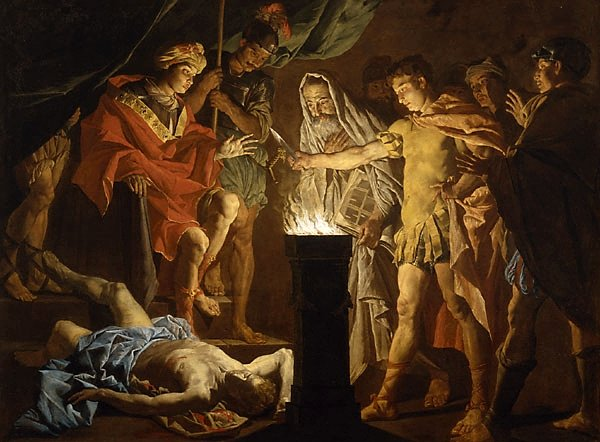
Mucio Escévola en presencia de Lars Porsena (años 1640), pintura al óleo por Matthias Stom (Galería de Arte de Gales Del sur Nuevo)

La gens Mucia fue una antigua y noble casa patricia de la Antigua Roma. La gens es mencionada por primera vez en el periodo más temprano de la República, pero en tiempo más tardío la familia era conocida principalmente por sus ramas plebeyas.

## Origen de la gens
El primero de los Mucii en aparecer en la historia es Mucio Escévola, un hombre joven en el inicio de la República Romana. Según la leyenda, él se presentó voluntario para infiltrarse en el campamento de Lars Porsena, el rey de Clusium, que asedió Roma circa 508 a. C., y que de hecho puede haber capturado y mantenido la ciudad por algún tiempo. Mucius, armado con una daga, intentó asesinar a Porsena, pero al no estar familiarizado con la vestimenta etrusca, confundió al secretario del rey con el mismo rey y fue capturado.
Traído ante el rey, Mucius declaró ser uno de los trescientos hombres romanos que habían jurado llevar a cabo esta misión, o morir en el intento. Como muestra de bravura, se dice que puso su mano derecha en un brasero, y permaneció silencioso mientras se quemaba.  Porsena quedó tan impresionado por su valor y resistencia, que Mucius fue liberado, y algunas tradiciones mantienen que Porsena retiró su ejército por miedo a la amenaza de asesinato inventada por el joven romano.

## Praenomina utilizados por la gens
Los principales praenomina utilizados por los Mucii fueron Publius, Quintus, y Gaius, todos ellos muy comunes durante la historia Romana.

## Ramas y cognomina de la gens
La única familia importante de los Mucii llevó el cognomen Scaevola. Se dice que este apellido fue adquirido por Gaius Mucius, quien perdió el uso de su mano derecha tras su atentado contra la vida de Lars Porsena, y fue posteriormente llamado Scaevola porque sólo conservó su mano izquierda. Scaeva se refiere a la izquierda, y también figura en otras gentes, como los Junii. Parece posible que Scaevola surgió como diminutivo de Scaeva, pero en uso normal, scaevola se refería a un amuleto.
El otro cognomen importante de los Mucii era Cordus, ostentado por algunos de los Scaevolae. Según algunas tradiciones, Gaius Mucius era originalmente apellidado Cordus, y aceptó el apellido Scaevola por su hazaña frente a Porsena.  Aun así,  puede ser que la tradición respecto de su mano derecha fuese una adición tardía a la historia, pretendiendo explicar la descendencia de los Mucii Scaevolae de uno de los héroes de la República. A pesar de que Gaius Mucius era patricio, los Mucii Scaevolae tardíos fueron plebeyos.